# Monte Brento (FFH-Gebiet)
Das FFH-Gebiet Monte Brento ist ein NATURA 2000 Schutzgebiet in der italienischen Provinz Trient. Das 254 ha große Schutzgebiet umfasst die durch einen gewaltigen Bergsturz geformte Ostflanke des Monte Brento. Es liegt im Gemeindegebiet von Dro und ist seit 1995 als Naturschutzgebiet ausgewiesen.

## Bedeutung
Das im unteren Sarca-Tal gelegene FFH-Gebiet gilt als außergewöhnliche Kalksteinumgebung in gutem Erhaltungszustand, auf der zahlreiche Pionierarten in den Rissen des Felsens wachsen. Es ist zudem von nationalem Interesse für das Vorkommen und die Reproduktion von gefährdeten Tierarten. So stellen die fast senkrechten Felswände ein ideales Nisthabitat für Greifvögel dar.

## FFH-Lebensraumtypen
Im FFH-Gebiet Monte Brento sind auf Basis des Anhang I der FFH-Richtlinie folgende schützenswerte Lebensraumtypen verzeichnet:
- Alpine Flüsse mit Ufergehölzen von Salix elaeagnos
- Lückige basophile oder Kalk-Pionierrasen (Alysso-Sedion albi)
- Alpine und subalpine Kalkrasen
- Naturnahe Kalktrockenrasen und deren Verbuschungsstadien (Festuco-Brometalia) (* besondere Bestände mit bemerkenswerten Orchideen)
- Kalktuffquellen (Cratoneurion)
- Thermophile Schutthalden im westlichen Mittelmeerraum
- Kalkfelsen mit Felsspaltenvegetation
- Wälder des gemäßigten Europas
- Wälder mit Quercus ilex und Quercus rotundifolia

## Arten

### Besonders schützenswerte Arten

#### Vögel
Folgende Arten, die im Anhang I der Vogelschutzrichtlinie der EU gelistet sind, sind im FFH-Gebiet Monte Brento anzutreffen. Die mit einem (b) gekennzeichneten Arten brüten hier:
| - Schwarzmilan (b) - Steinadler | - Wanderfalke - Ziegenmelker (b) |

#### Reptilien
Unter den Reptilien ist folgende Art gemäß Anhang IV der FFH-Richtlinie als Art von gemeinschaftlichem Interesse gelistet:
- Mauereidechse

#### Flora
Unter den Pflanzen ist folgende Art gemäß Anhang V von gemeinschaftlichem Interesse aufgeführt:
- Stechender Mäusedorn

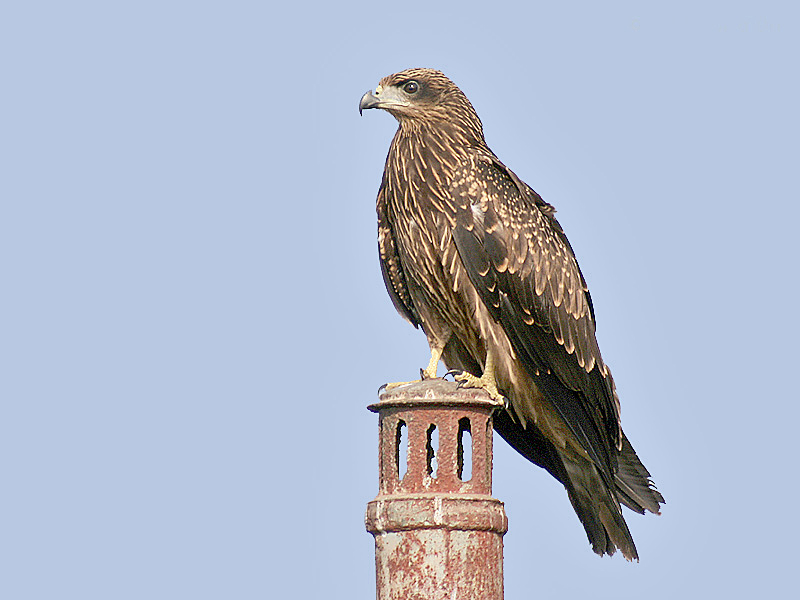
Schwarzmilan
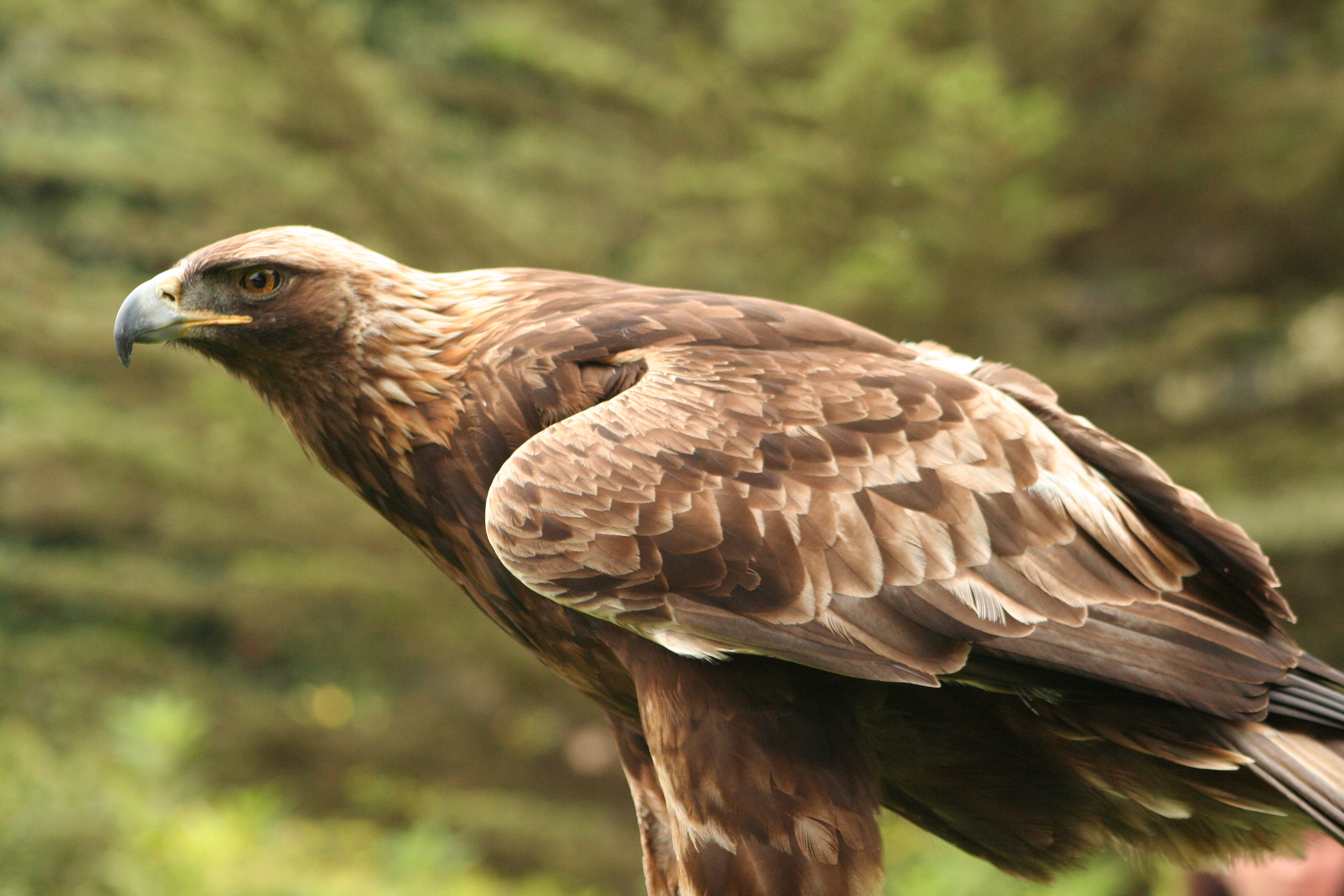
Steinadler
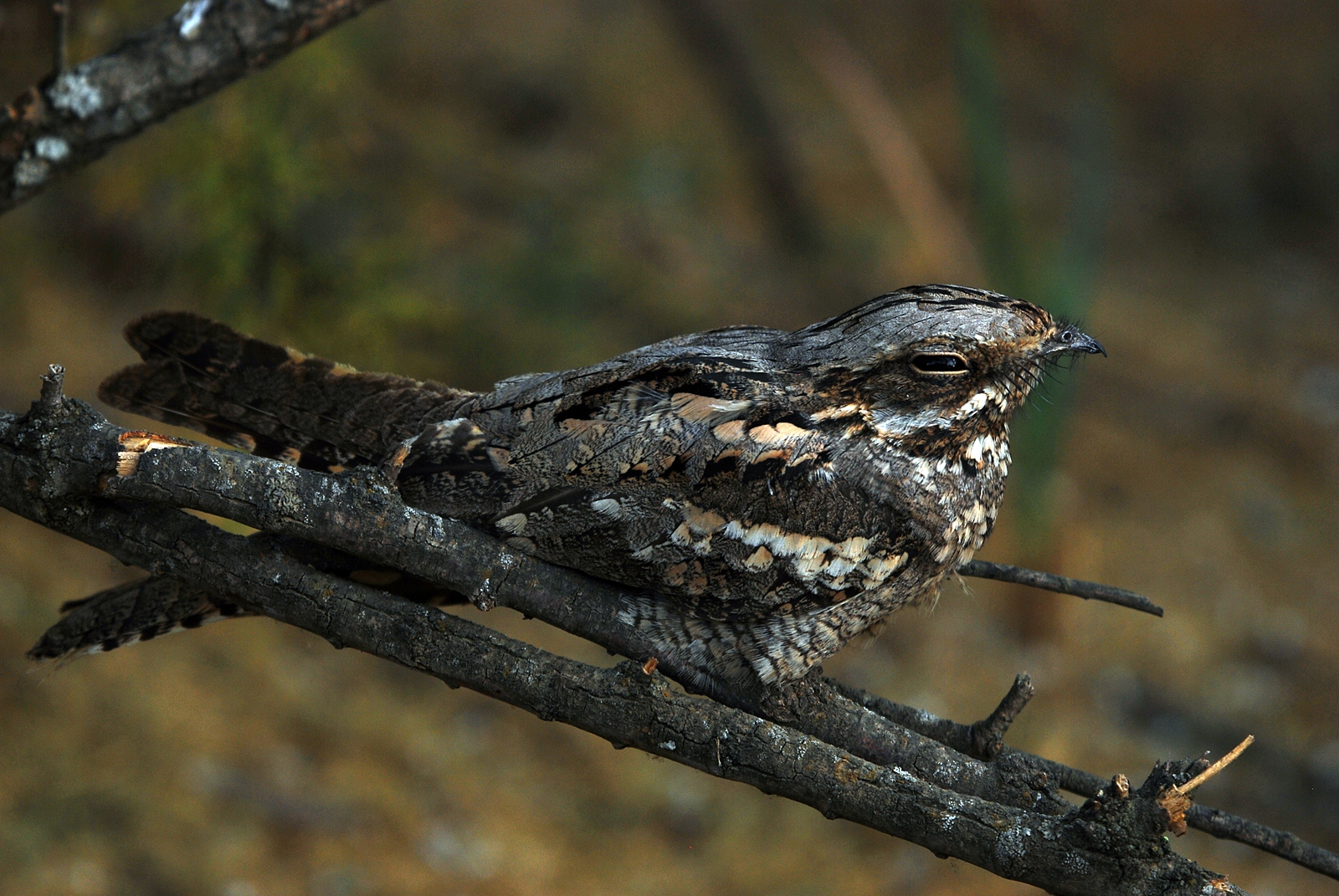
Ziegenmelker
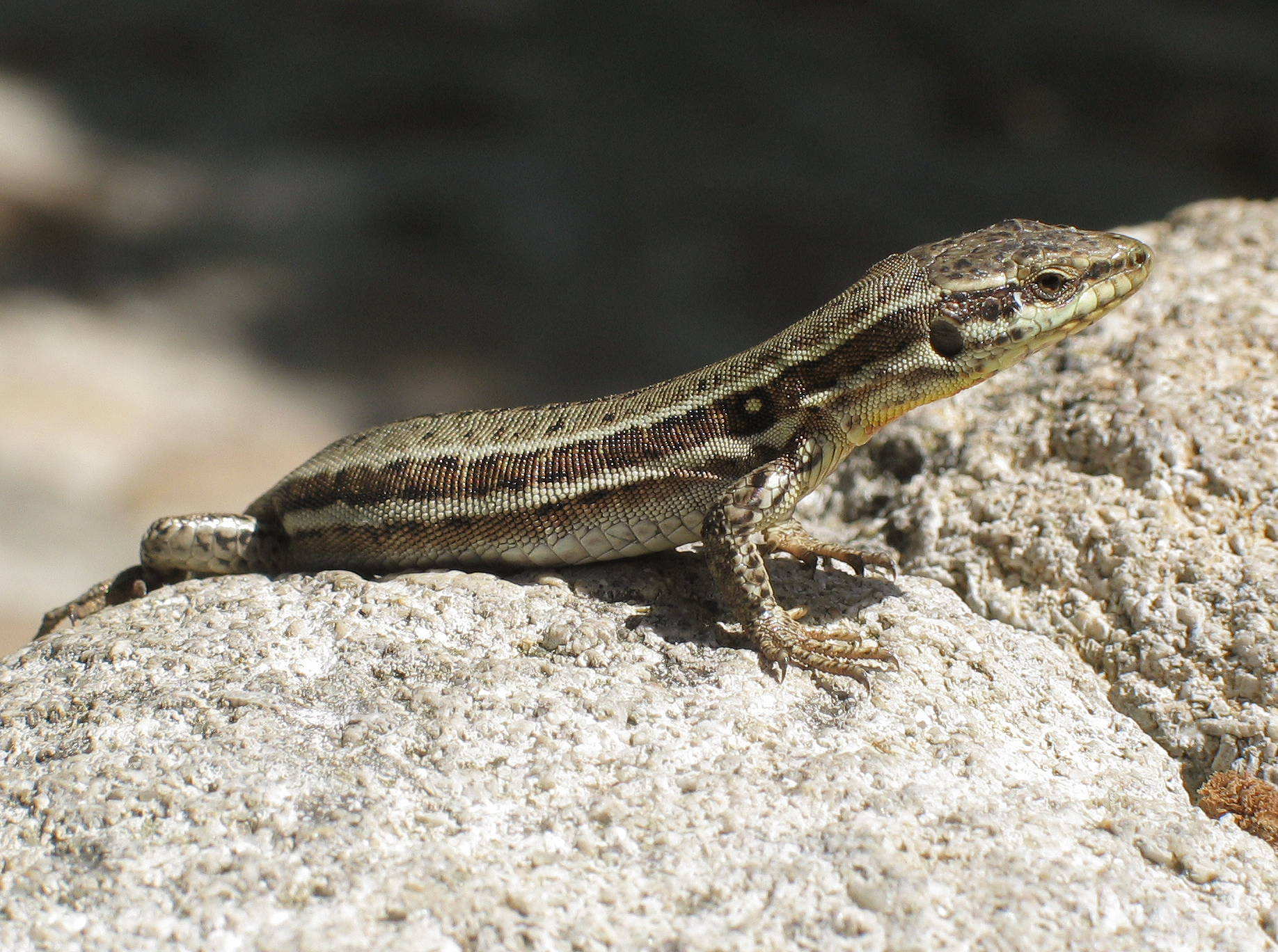
Mauereidechse
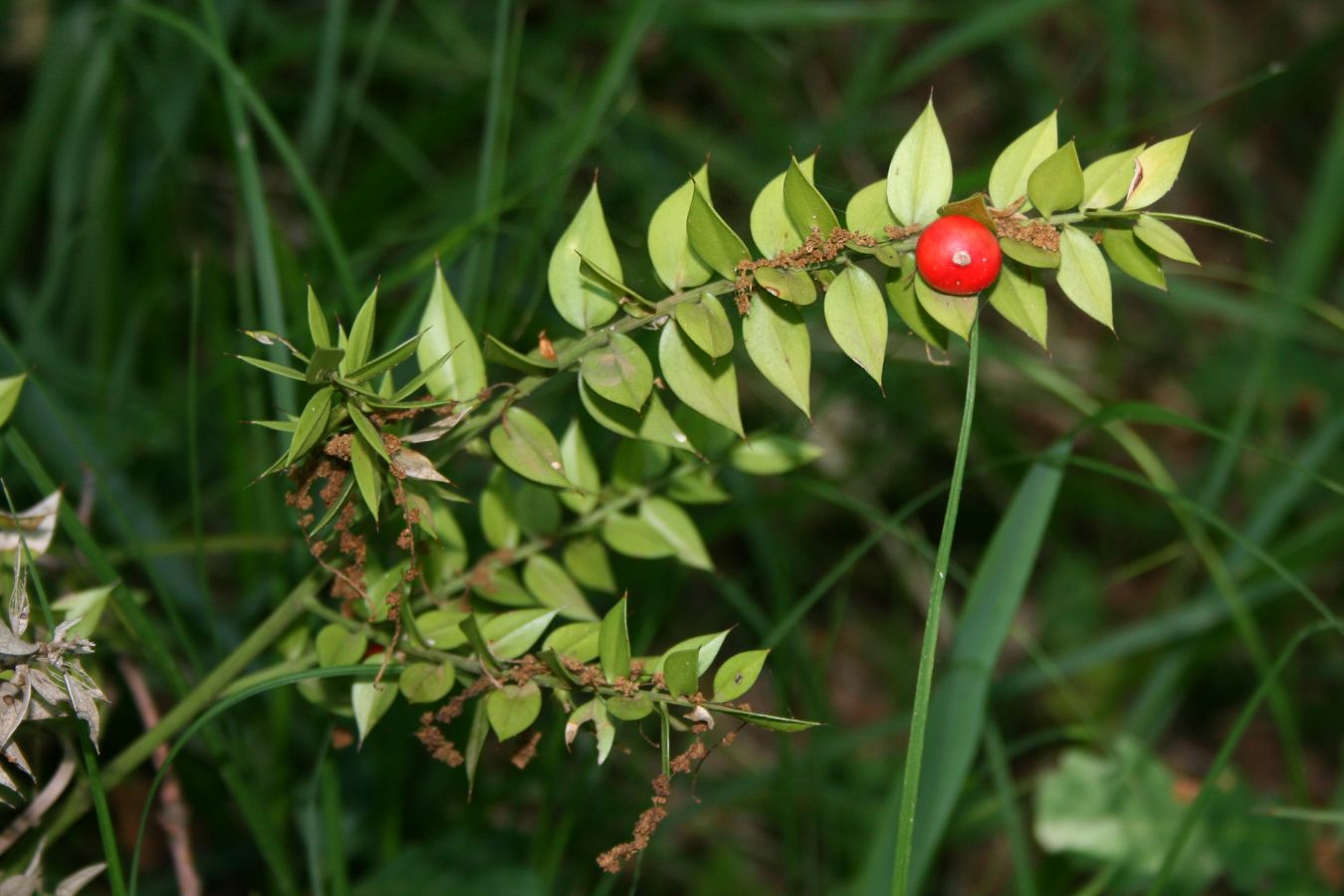
Stechender Mäusedorn

### Weitere vorkommende Arten
Des Weiteren kommen folgende Arten vor, die zum Teil nach der Berner Konvention (Anhang II), der Bonner Konvention (Anhang II), dem Washingtoner Artenschutzübereinkommen und/oder dem Abkommen zur Erhaltung der afrikanisch-eurasischen wandernden Wasservögel geschützt sind.

#### Vögel
| - Berglaubsänger (b) - Mauerläufer | - Turmfalke |

#### Säugetiere
| - Eichhörnchen - Gartenschläfer | - Siebenschläfer - Waldspitzmaus |

#### Pflanzen
| - Europäisches Alpenveilchen - Nizza-Wolfsmilch |

## Gefährdung und Schutzmaßnahmen
Als große Gefährdungspotentiale des FFH-Gebietes Monte Brento werden biologische Invasoren, anthropogene Faktoren wie Bergsteigen und Klettern, aber auch andere menschliche Eingriffe und Störungen angesehen. Von der Sukzession geht ein ebenfalls eine gewisse Gefährdung des Schutzgebietes aus. Die Schutzmaßnahmen zielen dementsprechend auf eine Reduzierung der Gefährdungspotentiale ab, in dem Störungen in sensiblen Bereichen des Schutzgebietes besonders im Umfeld der Nistplätze von vornherein ausgeschlossen werden. In dem Sinne ist das Anlegen von neuen Wegen, Forststraßen, Kletterrouten oder Klettersteigen, im Umkreis von mehreren hundert Metern um die Nistplätze ebenso zu unterbinden, wie die Verbuschung dieser Bereiche.